# Fatehabad (distrikt)
Fatehabad District är ett distrikt i Indien.   Det ligger i delstaten Haryana, i den norra delen av landet, 200 km väster om huvudstaden New Delhi. Antalet invånare är 942 011.
Följande samhällen finns i Fatehabad District:
- Gorakhpur
- Fatehabad
- Tohāna
- Ratia
- Jākhal